# セボン
セボンとは、アース製薬が製造・販売していた水洗トイレ用洗浄芳香剤である。

## 概要
これまで水洗トイレ用洗浄芳香剤は小林製薬のブルーレットくらいであったが、ブルーレットはタンクのふたを開けなければならないという欠点があった。セボンではタンクの上に置くタイプを採用し、他社でも類似品を発売するに至り、競合製品のブルーレットもタンクの上に置くタイプである「ブルーレットおくだけ」を発売するに至った。
2007年11月、公正取引委員会は銀イオンによる効果が認められず、景品表示法違反（優良誤認）に当たるとして、アース製薬に再発防止を求める排除命令を出した。同社は包装に大きな文字で「銀イオンで除菌」と記した上で「新配合銀イオンの力で、カビや雑菌を、流すたびに1カ月間しっかり除菌コート！」などと記載していたが、実際には銀イオンの含有量は微量で除菌効果は認められなかった。その後、2008年秋に大幅なリニューアルが行われ、商品名から「銀イオン＋フッ素コート」の表記が外された。
過去には、タンクに投入する固形タイプの「セボン いれるだけ」や濃縮ジェルタイプの「濃縮セボン neo Aroma」（2011年9月に「濃縮セボン neo」として発売された後、2014年2月に改良）も発売された。いずれも製造・販売終了品となっているが、「濃縮セボン neo Aroma」については2017年9月に発売された「ToWhite（トワイト） 液体クリーナー 置くタイプ」へ継承された。
2024年に「セボン タンクにおくだけ フレッシュソープ&ムスク」が製造終了となり、ブランド終息となった。

## CM
- 過去のCMには笑福亭鶴瓶、柴田理恵、KABA.ちゃん、芳本美代子、フランソワーズ・モレシャン、プラスマイナス、楽しんごが起用されていた。